# Сунтао-Мяоский автономный уезд
Сунтао-Мяоский автономный уезд (кит. упр. 松桃苗族自治县, пиньинь Sōngtáo Miáozú zìzhìxiàn) — автономный уезд городского округа Тунжэнь провинции Гуйчжоу (КНР).

## История
Во времена империи Цин, когда в стране был взят курс на интеграцию национальных меньшинств в общеимперские административные структуры, в 1730 году был создан Сунтаоский непосредственно управляемый комиссариат (松桃直隶厅, слова «непосредственно управляемый» означают, что он подчинялся напрямую властям провинции, минуя все промежуточные уровни). После Синьхайской революции в Китае была проведена реформа структуры административного деления, в ходе которой комиссариаты были упразднены, и поэтому в 1913 году Сунтаоский комиссариат был преобразован в уезд Сунтао (松桃县).
После вхождения этих мест в состав КНР в конце 1949 года был создан Специальный район Тунжэнь (铜仁专区), и уезд вошёл в его состав.
В сентябре 1956 года уезд Сунтао был преобразован в Сунтао-Мяоский автономный уезд.
В 1970 году Специальный район Тунжэнь был переименован в Округ Тунжэнь (铜仁地区).
Постановлением Госсовета КНР от 22 октября 2011 года округ Тунжэнь был преобразован в городской округ.

## Административное деление
Автономный уезд делится на 1 уличный комитет, 12 посёлков и 15 волостей.